# Haut tanana
Le haut tanana (autonyme : Neeʼaandeegnʼ) est une langue athapascane du Nord parlée aux États-Unis, dans l’Est de l'Alaska, principalement dans les villages de Northway, Tetlin et Tok et dans le territoire adjacent canadien, à l’ouest du Yukon.
En 2000, il y avait moins de cent locuteurs et la langue n'est plus apprise par les enfants en faisant une langue en voie de disparition.

## Phonologie
Les tableaux montrent les phonèmes du haut tanana avec leurs prononciations (en API) entre crochets et leurs graphèmes entre chevrons.

### Voyelles
|            |        | Antérieure  | Centrale    | Postérieure |
| ---------- | ------ | ----------- | ----------- | ----------- |
| Fermée     | simple | ‹ i › [i]   |             | ‹ u › [u]   |
| Fermée     | longue | ‹ ii › [iː] |             | ‹ uu › [uː] |
| Moyenne    | simple | ‹ e › [e]   | ‹ ü › [ɘ]   | ‹ o › [o]   |
| Moyenne    | longue | ‹ ee › [eː] | ‹ üü › [ɘː] | ‹ oo › [oː] |
| Mi-ouverte | simple |             |             | ‹ ä › [ʌ]   |
| Ouverte    | simple |             | ‹ a › [a]   |             |
| Ouverte    | longue |             | ‹ aa › [aː] |             |

### Consonnes
|              |           | Bilabiales | Dentales       | Alvéolaires   | Alvéolaires   | Postalvéolaires | Dorsales   | Dorsales    | Glottales |
| ------------ | --------- | ---------- | -------------- | ------------- | ------------- | --------------- | ---------- | ----------- | --------- |
| Centrales    | Latérales | Bilabiales | Dentales       | Palatales     | Vélaires      | Postalvéolaires |            |             | Glottales |
| Occlusives   | simples   | ‹ b › [p]  |                | ‹ d › [t]     |               |                 |            | ‹ g › [k]   | ‹ ʼ › [ʔ] |
| Occlusives   | aspirées  |            |                | ‹ t › [tʰ]    |               |                 |            | ‹ k › [kʰ]  |           |
| Occlusives   | éjectives |            |                | ‹ tʼ › [tʼ]   |               |                 |            | ‹ kʼ › [kʼ] |           |
| Affriquées   | simples   |            | ‹ ddh › [t͡θ]   | ‹ dz › [t͡s]   | ‹ dl › [t͡ɬ]   | ‹ j › [t͡ʃ]      |            |             |           |
| Affriquées   | aspirées  |            | ‹ tth › [t͡θʰ]  | ‹ ts › [t͡sʰ]  | ‹ tl › [t͡ɬʰ]  | ‹ ch › [ t͡ʃʰ]   |            |             |           |
| Affriquées   | éjectives |            | ‹ tthʼ › [t͡θʼ] | ‹ tsʼ › [t͡sʼ] | ‹ tlʼ › [t͡ɬʼ] | ‹ chʼ › [ t͡ʃʼ]  |            |             |           |
| Fricatives   | sourdes   |            | ‹ th › [θ]     | ‹ s › [s]     | ‹ ł › [ɬ]     | ‹ sh › [ʃ]      | ‹ yh › [ç] | ‹ x › [x]   | ‹ h › [h] |
| Fricatives   | sonores   |            | ‹ dh › [ð]     |               | ‹ l › [l]     |                 |            |             |           |
| Nasales      | simples   | ‹ m › [m]  |                | ‹ n › [n]     |               |                 |            |             |           |
| Nasales      | dévoisée  |            |                | ‹ nh › [n̥]    |               |                 |            |             |           |
| Semi-voyelle | simples   |            |                |               |               |                 | ‹ y › [j]  |             |           |